# Instytut Matki Bożej Zwiastowania
Instytut Matki Bożej Zwiastowania (anuncjatynki) – żeński katolicki instytut świecki, założony przez bł. ks. Jakuba Alberione w 1958 r. we Włoszech.

## Statut i cele
Instytut został zatwierdzony przez Stolicę Apostolską 8 kwietnia 1960. Jest jednym z czterech instytutów świeckich, które wraz z pięcioma zgromadzeniami zakonnymi oraz stowarzyszeniem współpracowników tworzą Rodzinę św. Pawła (zob. Pauliści). Jego cechą charakterystyczną jest połączenie życia konsekrowanego (członkinie składają śluby wieczyste Rad Ewangelicznych: czystości, ubóstwa i posłuszeństwa) z życiem świeckim, co umożliwia realizowanie swego powołania „w świecie”. Anuncjatynki nie noszą habitów ani innych, zewnętrznych znaków swej konsekracji. Nie tworzą zgromadzenia – mieszkają i pracują w swoich środowiskach.
Celem instytutu jest ewangelizacja środowiska pracy i bliskich zwłaszcza poprzez dobry przykład oraz czynne apostolstwo w duchu św. Pawła. Członkinie Instytutu poświęcają się apostolstwu przy użyciu „zawodów, sił, miejsc i okoliczności właściwych dla ludzi świeckich”, co znaczy, że apostołują „w ukryciu” w środowisku pracy, przyjaciół, znajomych, są „przedłużeniem rąk kapłana”, który podobnie jak osoby zakonne, nie zawsze dociera do środowisk świeckich. Jednym z zadań anuncjatynek jest także rozpowszechnianie oraz zachęcanie do stałej lektury Pisma Świętego.

## Stan obecny

### Anuncjatynki na świecie

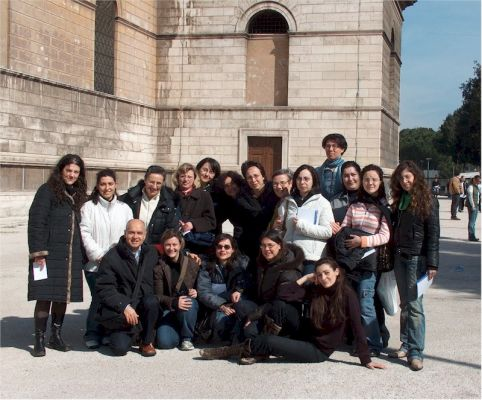
Grupa włoskich anuncjatynek

W 2007 roku Instytut liczył prawie 700 kobiet na całym świecie. Obecnie działa w 20 krajach (Argentyna, Boliwia, Brazylia, Kanada, Chile, Kolumbia, Korea, Salwador, Filipiny, Honduras, Włochy, Meksyk, Nowa Gwinea, Peru, Polska, Portugalia, Rumunia, Hiszpania, Stany Zjednoczone, Wenezuela), z czego najliczniejszą grupę tworzą anuncjatynki włoskie (369 kobiet w 2007r).
Meksykańska anuncjatynka, Maria Librada Gonzalez Rodriguez (ur. 7 września 1931) 20 maja 1989 roku doznała cudownego uzdrowienia za wstawiennictwem bł. ks. Jakuba Alberione. Z powodu powstania w płucach skrzepu krwi, który zatrzymał akcję oddechową, Maria stanęła w obliczu nieuchronnej śmierci. Wtedy zaczęła modlić się słowami: Jeśli chcesz Panie, abym mogła jeszcze żyć, proszę Cię o łaskę. Jeśli taka jest Twoja wola, pomóż mi przez wstawiennictwo bł.ks. Jakuba Alberione. Po tych słowach, jej oddech wrócił do normy, a po dwóch dniach kobieta wyszła ze szpitala o własnych siłach. Po uznaniu tego cudu, dokonanego za wstawiennictwem bł. ks. Jakuba Alberione, Założyciel Rodziny św. Pawła został ogłoszony błogosławionym. Jako anuncjatynka prowadzi działalność apostolską w Guadalajarze w Meksyku, gdzie rozprowadza materiały biblijne, książki i płyty o tematyce religijnej.

### Anuncjatynki w Polsce
Jako początek istnienia anuncjatynek w Polsce uważa się datę 1 sierpnia 1993 roku – wtedy do Instytutu wstąpiła pierwsza postulantka. Pierwsze śluby wieczyste, złożone na ręce Przełożonego Regionalnego Towarzystwa Św. Pawła w Polsce, datowane są na rok 2005. W roku 2008 do Instytutu należało 7 kobiet, mieszkających w różnych stronach Polski oraz zagranicą. Polskie anuncjatynki organizują m.in. „niedziele biblijne” w parafiach całego kraju, promując czytanie Pisma Świętego w rodzinach.